# Jean-Pierre Hubin
Pour les articles homonymes, voir Hubin.
Jean-Pierre Hubin est un écrivain belge de langue française, né en 1950 et décédé en 1985. Il habitait près de Huy où il enseignait l'anglais. En lisière, son premier recueil de nouvelles, a été couronné par le prix Victor Rossel en 1984.

## Sources
Couverture du recueil En lisière. Complément A. De Crits.